# Relations entre l'Allemagne et la Pologne
Les relations entre l'Allemagne et la Pologne font référence aux relations entre la République fédérale d'Allemagne et la république de Pologne.
Celles-ci sont marquées par des périodes de guerre et de paix mais se sont grandement améliorées depuis la fin du XXe siècle.

## Histoire des relations germano-polonaises
Au Xe siècle, le royaume de Pologne entretenait des relations avec le Saint-Empire romain germanique, qui furent toutefois rompues lors du déclenchement des guerres polono-teutoniques, qui résultèrent en la conquête de la Prusse par la Pologne. La Prusse conserva toutefois une certaine autonomie sous la domination polonaise. Plus tard, à l'apogée du royaume de Prusse, celui-ci prit part aux partages de la Pologne.
Durant la Seconde Guerre mondiale, l'Allemagne (alors Troisième Reich) envahit la Pologne en septembre 1939. Le pays sera libéré puis soumis à la dictature soviétique, à la suite des offensives de l'Armée rouge (Soviétiques) en 1944-1945. S'ensuivit après le conflit une expulsion des Allemands de Basse-Silésie.
Durant la guerre froide, la Pologne entretenait de bonnes relations avec l'Allemagne de l'Est (RDA) mais les relations avec l'Allemagne de l'Ouest (RFA) étaient tendues. L'Ostpolitik de Willy Brandt améliora toutefois les relations entre la RFA et la Pologne, menant notamment à la reconnaissance par les Allemands de l'Ouest de la ligne Oder-Neisse dans le traité de Varsovie en 1970.
Depuis la réunification allemande en 1990 et la chute du bloc de l'Est, les deux pays sont partenaires et alliés dans le cadre de l'OTAN et de l'Union européenne (UE). Les deux États ont participé à la guerre d'Afghanistan dans le cadre de l'ISAF.
De la germanophobie ressurgit par exemple en 2003, quand la députée conservatrice Erika Steinbach, présidente de la Fédération des expulsés (qui représente les réfugiés et les expulsés allemands des provinces orientales de l'Allemagne et d'Europe de l'Est après la Seconde Guerre mondiale), propose la création d'un centre de documentation sur le sujet à Berlin, ce qui provoque l'ire de la Pologne et une vague de germanophobie illustrée par le magazine polonais Wprost, avec un dessin représentant la députée en uniforme nazi, assise à califourchon sur le chancelier Gerhard Schröder. Les relations s'apaisent après l'accession au pouvoir en Pologne de Donald Tusk en 2007 et la pose de la première pierre du bâtiment a eu lieu dans le calme.

## Relations économiques
La Pologne est l'un des plus importants partenaires économiques de l'Allemagne, devant la Russie. Le montant des exportations polonaises vers l'Allemagne s'élève à environ 37 milliards de dollars (24,6 % des exportations polonaises) tandis que le montant des exportations allemandes vers la Pologne s'élève à 42 milliards de dollars (26,9 % des exportations allemandes).